# Östergöl
Östergöl är en sjö i Hultsfreds kommun i Småland och ingår i Viråns huvudavrinningsområde.